# Prague Black Panthers 2013
Questa voce raccoglie le informazioni riguardanti i Prague Black Panthers nelle competizioni ufficiali della stagione 2013.

## Austrian Football League 2013

### Stagione regolare
| 24 marzo 2013, ore 15:00 CET 1ª giornata | Vienna Vikings | 31 – 14 (10-0 14-0 0-7 7-7) | Prague Black Panthers | (2800 spett.) |

| 6 aprile 2013, ore 15:00 CEST 3ª giornata | Danube Dragons | 41 – 13 (7-0 10-0 10-13 14-0) | Prague Black Panthers | (1100 spett.) |

| 20 aprile 2013, ore 15:00 CEST 5ª giornata | Prague Black Panthers | 7 – 23 (7-16 0-0 0-7 0-0) | Graz Giants | (170 spett.) |

| 28 aprile 2013, ore 12:00 CEST Recupero 2ª giornata | Prague Black Panthers | 21 – 46 (7-14 14-22 0-7 0-3) | Tirol Raiders | (260 spett.) |

| 4 maggio 2013, ore 17:00 CEST 6ª giornata | Tirol Raiders | 42 – 0 (7-0 14-0 21-0 0-0) | Prague Black Panthers | (2700 spett.) |

| 11 maggio 2013, ore 15:00 CEST 7ª giornata | Prague Black Panthers | 31 – 10 (3-7 21-3 0-0 7-0) | AFC Rangers Mödling | (60 spett.) |

| 18 maggio 2013, ore 15:00 CEST 8ª giornata | Graz Giants | 58 – 14 (19-7 12-7 27-0 0-0) | Prague Black Panthers | (1550 spett.) |

| 8 giugno 2013, ore 15:00 CEST 9ª giornata | Prague Black Panthers | 23 – 48 (6-14 0-21 3-6 14-7) | Vienna Vikings | (150 spett.) |

| 22 giugno 2013, ore 17:30 CEST 10ª giornata | AFC Rangers Mödling | 12 – 26 (6-6 0-7 0-6 6-7) | Prague Black Panthers |  |

| 29 giugno 2013, ore 15:00 CEST 11ª giornata | Prague Black Panthers | 10 – 38 (3-10 0-7 0-14 7-7) | Danube Dragons |  |

## European Football League 2013

### Stagione regolare
| Graz 14 aprile 2013, ore 15:00 CEST 2ª giornata | Graz Giants | 27 – 21 (7-0 14-14 6-7 0-0) referto | Prague Black Panthers | Stadion Eggenberg (1500 spett.) |

## Statistiche di squadra
| Competizione      | %Vittorie | In casa | In casa | In casa | In casa | In casa | In casa | In trasferta | In trasferta | In trasferta | In trasferta | In trasferta | In trasferta | Totale | Totale | Totale | Totale | Totale | Totale |
| Competizione      | %Vittorie | G       | V       | N       | P       | Pf      | Ps      | G            | V            | N            | P            | Pf           | Ps           | G      | V      | N      | P      | Pf     | Ps     |
| ----------------- | --------- | ------- | ------- | ------- | ------- | ------- | ------- | ------------ | ------------ | ------------ | ------------ | ------------ | ------------ | ------ | ------ | ------ | ------ | ------ | ------ |
| Stagione regolare | .200      | 5       | 1       | 0       | 4       | 92      | 165     | 5            | 1            | 0            | 4            | 67           | 184          | 10     | 2      | 0      | 8      | 159    | 349    |
| Stagione regolare | .000      | 0       | 0       | 0       | 0       | 0       | 0       | 1            | 0            | 0            | 1            | 21           | 27           | 1      | 0      | 0      | 1      | 21     | 27     |
| Totale            | .182      | 5       | 1       | 0       | 4       | 92      | 165     | 6            | 1            | 0            | 5            | 88           | 211          | 11     | 2      | 0      | 9      | 180    | 376    |